# Dupondius

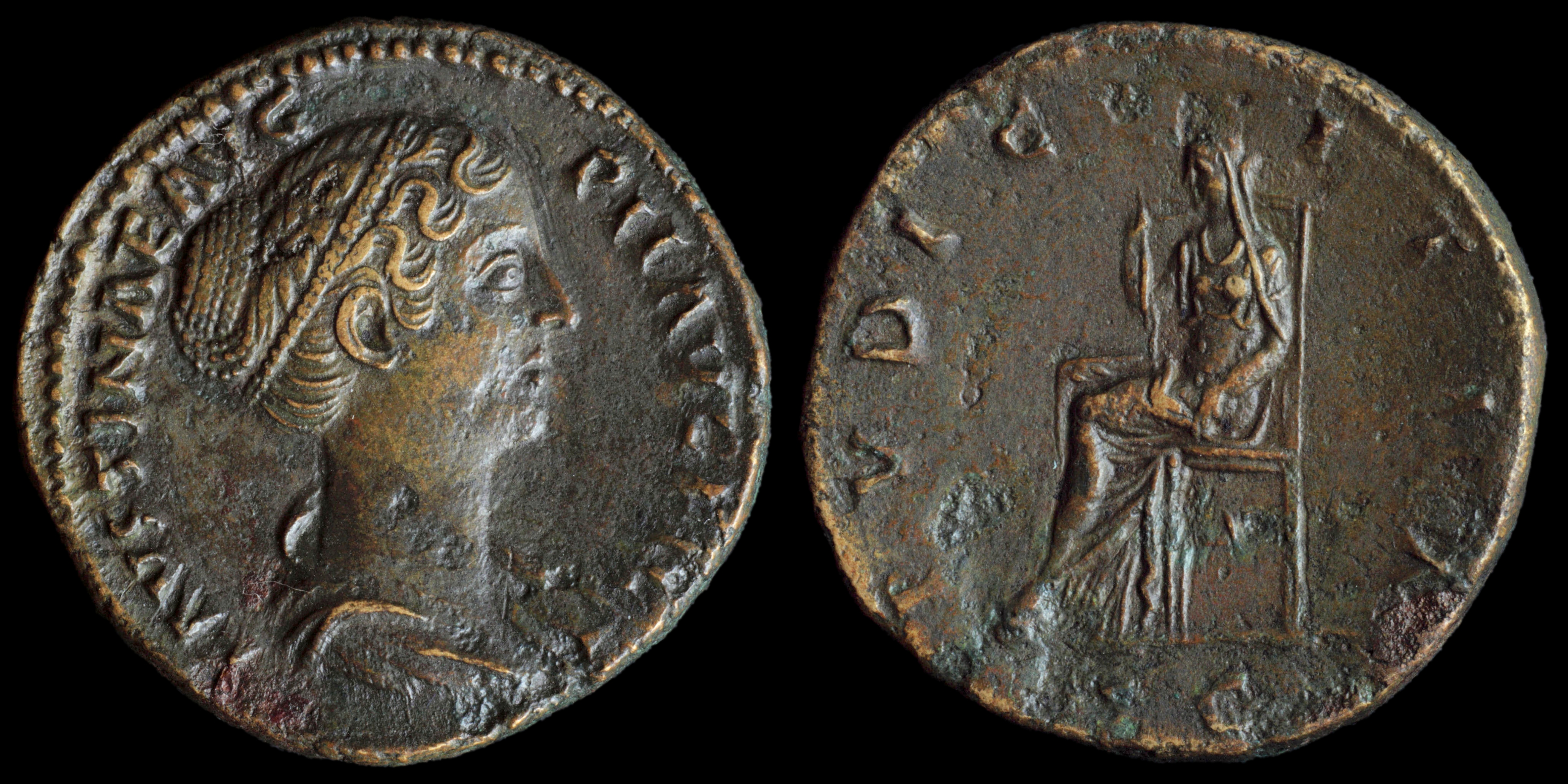
Mosiężny dupondius bity w imieniu Faustyny II

Dupondius – moneta rzymska wartości 2 asów, bita początkowo z brązu, później mosiężna.
Wprowadzona w czasach republiki po modyfikacji systemu monetarnego pod koniec III wieku p.n.e. i orientacyjnie oznaczana na rewersie symbolem II. W cesarstwie po reformie Augusta emitowana bez oznaczeń, o wadze normatywnej 13,64 g (½ uncji); dla odróżnienia od miedzianego asa bita z mosiądzu zwanego orichalcum. Wskutek gwałtownie postępującej dewaluacji pieniądza emisji dupondiusów zaprzestano w drugiej połowie III wieku n.e.
W systemie miar rzymskich terminem tym określano również miarę długości równą 2 stopom (pes).